# Романенко Геннадій Васильович (підприємець)
Геннадій Васильович Романенко — український підприємець та ініціатор соціально-культурних проектів.
Автор історичного дослідження «Карабелівка. Земля наших предків — земля наших нащадків», що 2016 року номінувалася на премію Президента України «Українська книга року».
До 2015 року працював у структурах Державної фіскальної служби України, а також Ради національної безпеки і оборони України.

## Біографія
Закінчив Київський національний університет ім. Т. Г. Шевченка, науковий ступінь ― кандидат юридичних наук.
У кінці 1980-х років став відомий у професійних колах як колекціонер антикваріату.
У 1991-97 роках був підприємцем, займався зовнішньоекономічною діяльністю.
У 1997—2014 роках працював у державних органах. Очолював митниці в декількох регіонах України, в тому числі двічі у Києві. У різні періоди був радником керівників Державної фіскальної служби. Працював у Раді національної безпеки і оборони України.
В інтерв'ю в 2015 році зазначав, що реформи в митній сфері завжди зустрічали колосальний опір.
Активно бере участь у розвитку соціально-культурних проектів, в тому числі у відновленні практично втраченої реліктової породи українських коней.

### «Карабелівка. Земля наших предків— земля наших нащадків»

Обкладинка книги «Карабелівка. Земля наших предків, земля наших нащадків»

У 2015 році у видавництві «Родовід» вийшло дослідження Геннадія Романенка «Карабелівка. Земля наших предків — земля наших нащадків», присвячене його рідному селу у Вінницькій області.
Книга викликала інтерес серед академічних та музейних кіл України, оскільки створена у рідкісному для вітчизняного книговидавництва жанрі мікроісторії. Зокрема, видання було представлено під час V Міжнародної науково-практичної конференції «Усноісторичні дослідження: сучасні тенденції, напрямки та перспективи».  Також книгу включено до архівів вітчизняних історичних музеїв.
У 2016 році Державний комітет телебачення і радіомовлення України вніс книгу Романенка до переліку творів, допущених до здобуття Президентської премії «Українська книга року» в номінації «За вагомий внесок у розвиток українознавства».

### Відродження породи гуцульських коней

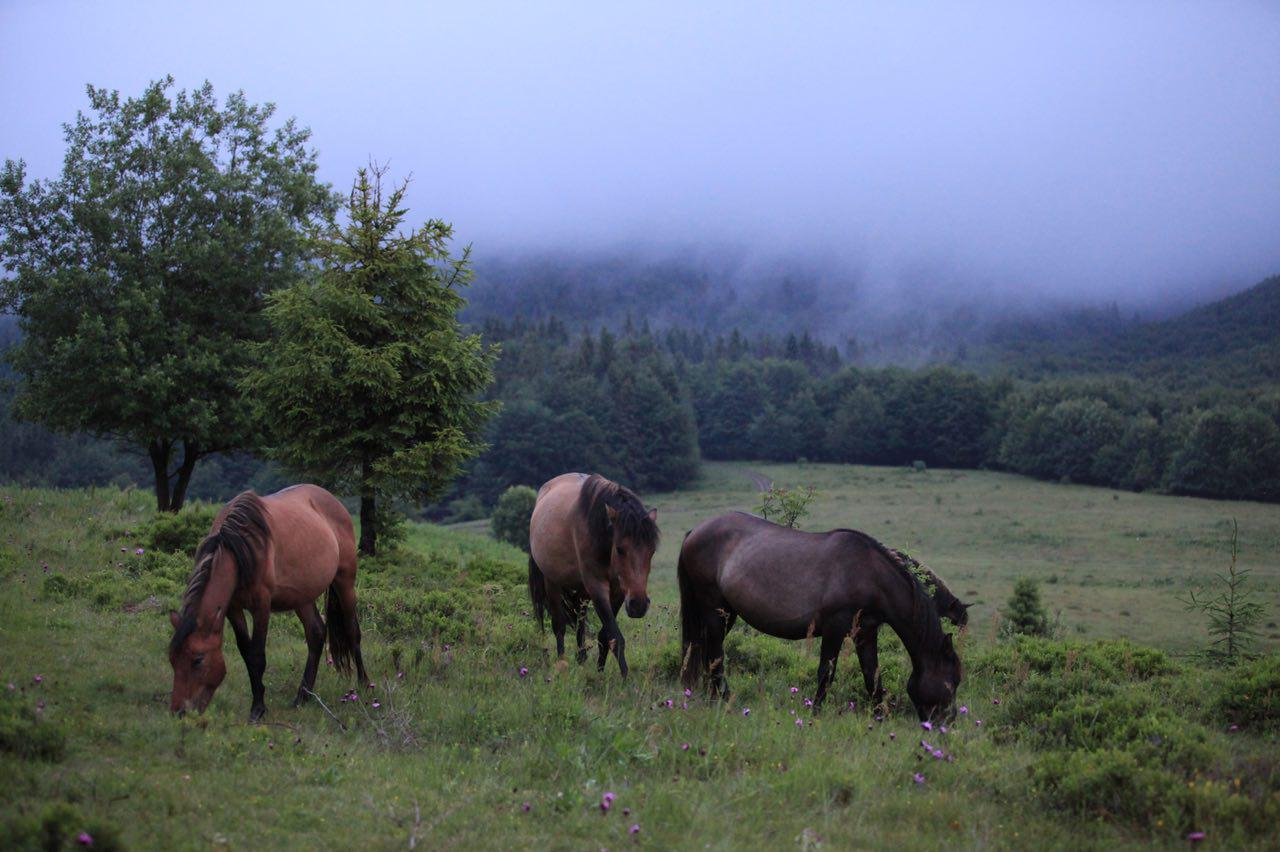
Гуцульські коні у горах

У 2016 році Геннадій Романенко заявив, що займається відродженням реліктової породи українських гуцульських коней.
Гуцу́льський кінь, іноді гуцу́лик або гуцул — аборигенна гірська порода свійських коней, яка розповсюджена в Карпатах та у багатьох країнах Східної Європи.
Це невеликі коні (висота у загривку 125—144 см) гірського типу верхово-запряжного складу. Гуцульські коні мають спокійний норов, досить прудкі, тому добре придатні для верхової їзди.
У країнах Східної Європи Гуцульську породу використовують для кінного спорту, сільського та масового туризму, гіпотерапії.
Порода належить до світового генофонду. В 1979 році гуцульські коні одержали статус реліктової породи і були взяті під охорону.
В останні десятиліття розведення карпатських коней в основному відбувалося поза межами України: у Польщі, Угорщині, Словаччині. Загалом в Європі цих коней на сьогодні (за різними оцінками) до 25 тисяч. У Польщі їхня кількість зросла із чотирьох сотень у кінці вісімдесятих років до п'яти тисяч у 2014-му. Втім в останні роки відродження цієї породи силами ентузіастів відбувається й в Україні.
Генадій Романенко розпочав створення у Вінницькій області ферми із розведення гуцульських коней. Перші гуцулики були перевезені на Вінниччину з «Полонинського господарства» ― одного з центрів розведення на Закарпатті.
«Гуцулики ― це надбання всієї країни. Знати про них, спілкуватися із ними мають всі люди, а не тільки ті, кому випало жити в горах. Як ми можемо забрати у наступних поколінь українців радість від спілкування із цими надзвичайними істотами? Саме на нас лежить відповідальність за їхню долю», ― заявив Геннадій Романенко у коментарі «Газеті по-українськи».
Є автором наукових статей, присвячених історії розведення гуцуликів. У 2018 році опублікував розвідку про історію розведення гуцульської породи на території України із XVII століття до сьогодення.

## Нагороди
Почесний митник України, державний радник податкової та митної справи III рангу. Нагороджений орденом «За заслуги» III ступеня та нагрудним знаком «За мужність в охороні державного кордону».

## Родина
Одружений, виховує доньку та двох синів.